# Стругурелу (Олт)
Стругурелу (рум. Strugurelu) насеље је у Румунији у округу Олт у општини Шербанешти. Oпштина се налази на надморској висини од 147 m.

## Становништво
Према подацима из 2002. године у насељу је живело 153 становника, од којих су сви румунске националности.